# فردریک یورگاچی
فردریک یورگاچی (آلبانیایی: Frederik Jorgaqi؛ زادهٔ ۱۹۴۲) بازیکن فوتبال اهل آلبانی است.
وی همچنین در تیم ملی فوتبال آلبانی بازی کرده‌است.